# Besozzo

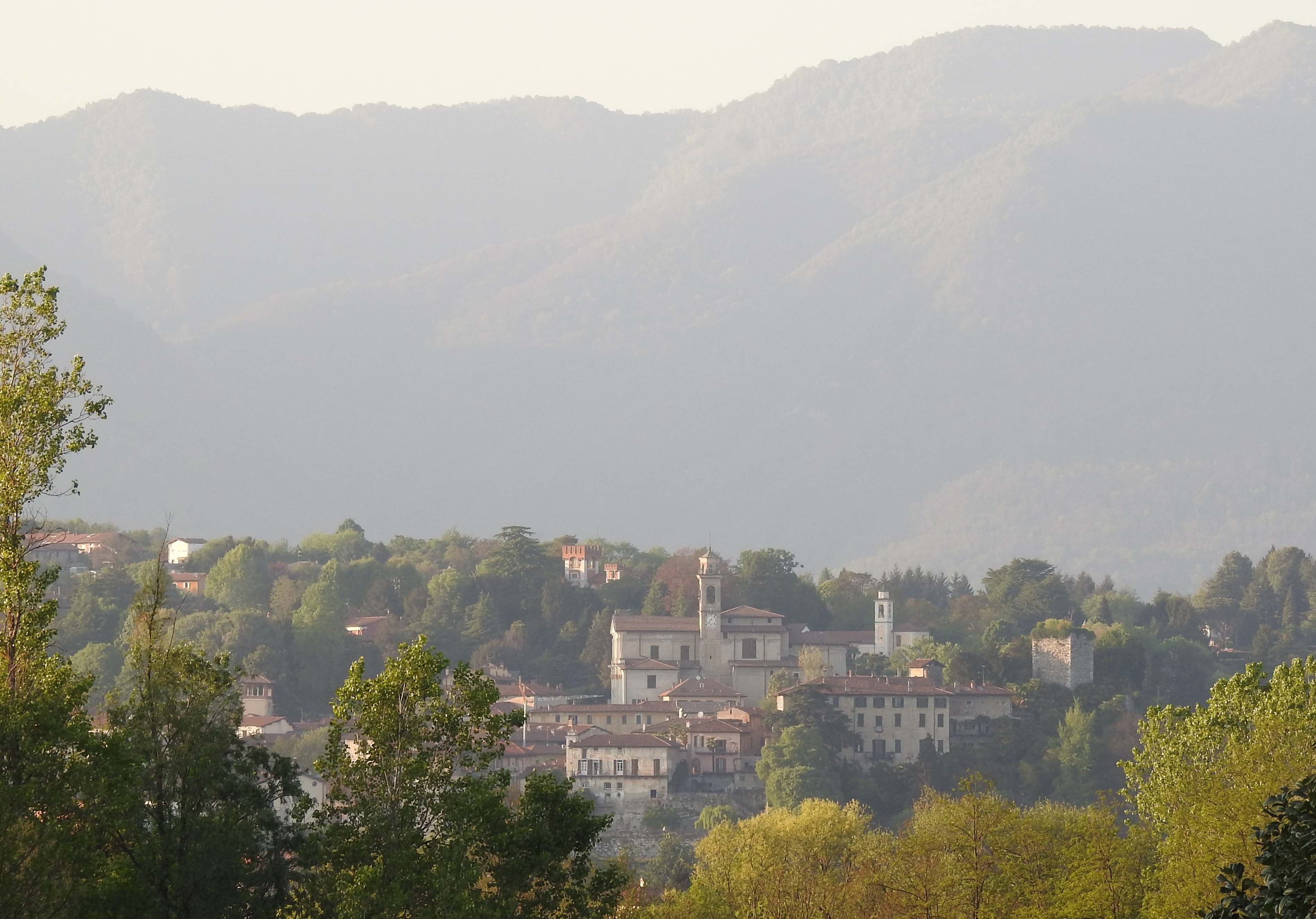
Besozzo von Süden

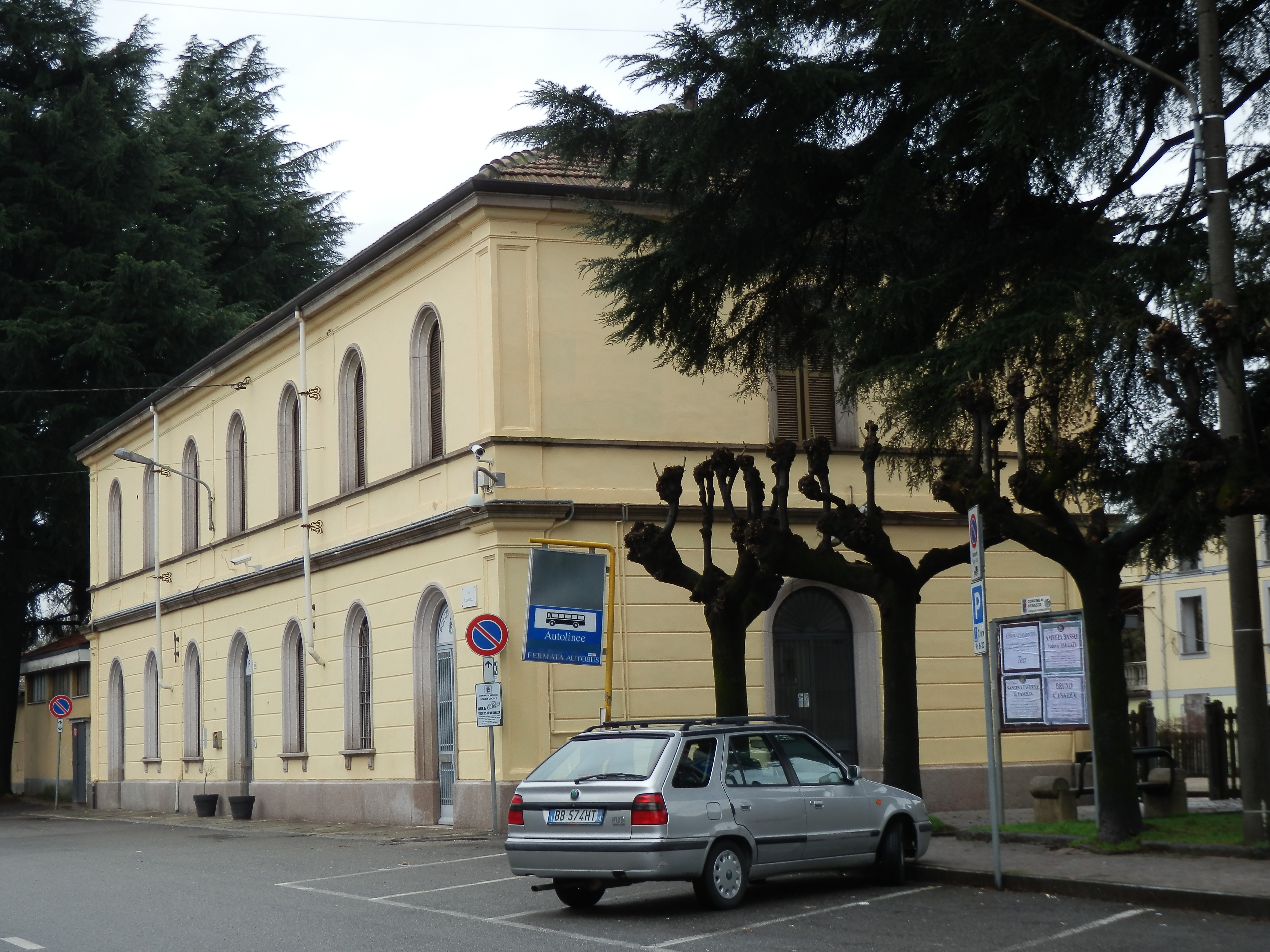
Bahnhof

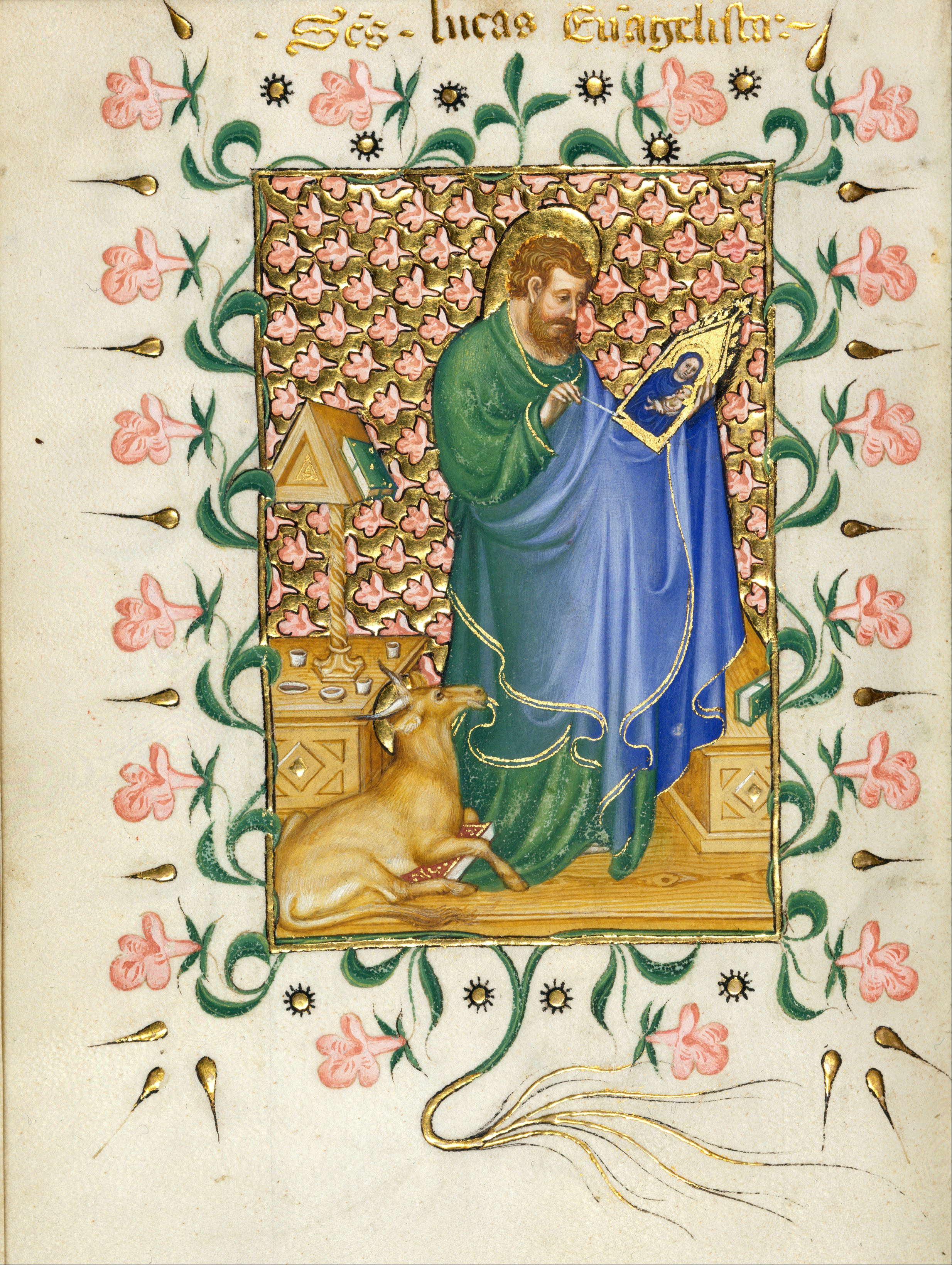
Michelino Molinari, Miniatur: Der heilige Lukas malt die Jungfrau Maria

Besozzo ist eine italienische Gemeinde (comune) in der Provinz Varese in der Region Lombardei.

## Geographie
Die Gemeinde liegt etwa 13 Kilometer westnordwestlich von Varese zwischen dem Lago Maggiore und dem Lago di Varese. Besozzo grenzt unmittelbar an die Provinz Verbano-Cusio-Ossola. Durch den Ort fließt der Bardello, der in den Lago Maggiore mündet. Besozzo bedeckt eine Fläche von 13,52 km². Zu Besozzo gehören die Fraktionen Bogno, Olginasio und Cardana. Die Nachbargemeinden sind Bardello, Belgirate (VB), Brebbia, Caravate, Cocquio-Trevisago, Gavirate, Gemonio, Leggiuno, Malgesso, Monvalle und Sangiano.

## Geschichte
Die Ortschaft Besozzo wurde in den Statuten der Straßen und Gewässer des Herzogtums Mailand von 1346 als Teil der Gemeinde Brebbia erwähnt. Es wurde zwischen der Gemeinschaft Besozo per li nobili (Besozo für die Adligen) und Besozo per li vicini (Besozo für die Nachbarn) aufgeteilt; beide Gemeinschaften trugen zur Instandhaltung der Rho-Straße bei (1346). In den Registern des Estimo (Grundbuch) des Herzogtums Mailand von 1558 und den nachfolgenden Aktualisierungen im 17. Jahrhundert war Besozzo noch in derselben Pieve enthalten. Aus den Antworten auf 45 Fragen im Jahr 1751 geht hervor, dass Besozzo an den Markgrafen Gabrio Viani belehnt wurde, der für die Lehnsrechte 54 Lire erhielt.
Der Podestà residierte in Besozzo und erhielt 27 Lire und 15 Soldi pro Jahr. Die Gemeinde zahlte auch 2 Lire und 6 Soldi an das Seprio-Büro für den Eid der Konsuln. In Besozzo wurde die Unterscheidung zwischen der Gemeinde der Adligen und der Gemeinde der Nachbarn stets beibehalten. Außerdem gab es die beiden kleinen, untergeordneten Gemeinden Cassina Beverina und Cassina Mierina. Sowohl die Adelsgemeinde als auch die Nachbargemeinde hatten ihre eigenen „Bürgermeister oder Regenten“, die Kanzler und den Konsul, die für etwa drei Jahre im Amt waren. In Notfällen versammelten sich die Bürger nach dem Läuten der Glocke auf dem öffentlichen Platz.

## Bevölkerung
| Bevölkerungsentwicklung | Bevölkerungsentwicklung | Bevölkerungsentwicklung | Bevölkerungsentwicklung | Bevölkerungsentwicklung | Bevölkerungsentwicklung | Bevölkerungsentwicklung | Bevölkerungsentwicklung | Bevölkerungsentwicklung | Bevölkerungsentwicklung | Bevölkerungsentwicklung | Bevölkerungsentwicklung | Bevölkerungsentwicklung | Bevölkerungsentwicklung | Bevölkerungsentwicklung |
| ----------------------- | ----------------------- | ----------------------- | ----------------------- | ----------------------- | ----------------------- | ----------------------- | ----------------------- | ----------------------- | ----------------------- | ----------------------- | ----------------------- | ----------------------- | ----------------------- | ----------------------- |
| Jahr                    | 1751                    | 1805                    | 1809                    | 1853                    | 1861                    | 1881                    | 1901                    | 1921                    | 1951                    | 1971                    | 1991                    | 2001                    | 2011                    | 2021                    |
| Einwohner               | 525                     | 944                     | *1517                   | 1658                    | 1877                    | 4101                    | 4655                    | 5679                    | 5609                    | 7819                    | 7617                    | 8239                    | 8994                    | 8800                    |

- 1809 Fusion mit Bogno und Cardana

## Verkehr
Besozzo liegt an der Strada Statale 629 del Lago di Monate von Gemonio nach Vergiate. Der Bahnhof liegt an der Bahnstrecke Luino–Mailand.

## Sehenswürdigkeiten
- Pfarrkirche Sant’Alessandro und Tiburzio (17. Jahrhundert) mit Orgel (1884) von Giacomo Mascioni und Söhne aus Azzio
- Schloss Cadario
- Palast Adamoli
- Kreuzweg
- Oratorium San Nicone

## Persönlichkeiten
- Michelino da Besozzo eigentlich Michelino Molinari (um 1370–um 1455), Maler, Miniaturmaler.[2][3][4]